# Port d'Atelier
Port d'Atelier est un hameau de la commune d'Amance, en Haute-Saône.
La ligne d'Aillevillers à Port-d'Atelier-Amance traverse le hameau.

## Histoire
Le nom du hameau est mentionné dès 1196.
Le 20 février 1949, un accident ferroviaire eut lieu dans le hameau de Port d'Atelier. Il s'agit de l'une des plus importantes catastrophes ferroviaires du XXe siècle en France à cette époque avec un total de 41 morts.
Auparavant, le hameau de Port d'Atelier faisait partie de 3 communes : Amance, Faverney et Purgerot. Aujourd'hui, il appartient uniquement à la commune d'Amance.